# Eight Iron Men
Eight Iron Men is een Amerikaanse oorlogsfilm uit 1952 onder regie van Edward Dmytryk. De film is gebaseerd op het toneelstuk A Sound of Hunting (1946) van de Amerikaanse auteur Harry Brown.

## Verhaal
Een Amerikaans eskadron is tijdens de oorlog gelegerd in een gebombardeerd huis aan de Italiaanse frontlinie. Als een van de soldaten achter de vijandelijke linies omsingeld blijkt te zijn, ontstaat er onrust binnen het eskadron.

## Rolverdeling
| Acteur            | Personage           |
| ----------------- | ------------------- |
| Bonar Colleano    | Soldaat Collucci    |
| Arthur Franz      | Carter              |
| Lee Marvin        | Sergeant Joe Mooney |
| Richard Kiley     | Soldaat Coke        |
| Nick Dennis       | Soldaat Sapiros     |
| James Griffith    | Soldaat Ferguson    |
| Dickie Moore      | Soldaat Muller      |
| George Cooper     | Soldaat Small       |
| Barney Phillips   | Kapitein Trelawny   |
| Robert Nichols    | Walsh               |
| Richard Grayson   | Luitenant Crane     |
| Douglas Henderson | Hunter              |
| Mary Castle       | Meisje              |